# مناسه
مناسه یا مناشه (عبری: מְנַשֶּׁה) بر اساس کتاب پیدایش از تنخ نام یکی از دو فرزند یوسف است. همسر یوسف آسنات یک زن مصری و دختر کاهن شهر اون بود که فرعون به عنوان همسر به یوسف داده بود. مناسه در مصر و قبل از آمدن برادران یوسف به مصر به دنیا آمد. ( که در برخی منابع مناسه بعنوان فرزند دختر یاد شده است)

## تاریخ
یعقوب پدر یوسف دو پسر یوسف مناسه و افرایم را به فرزندی خویش قبول کرد و آنان را مانند پسران خود گرفت. مناسه قبیله اسرائیلی مناسه را ایجاد کرد که یکی از دوازده قبیله اسرائیل بود و توسط یعقوب مورد آمرزش قرار گرفت. مناسه به عبری به معنی فراموشکار است. مناسه از همسر خود یک پسر به نام اسریل و از همسر صیغه خود پسر دیگری به نام مچیر داشت.